# Ilaï Derenalagi
Pas d'image ? Cliquez ici

a Compétitions nationales et continentales officielles uniquement.

b Matchs officiels uniquement.
Vuniani Derenalagi dit Ilaï Derenalagi, né le 13 avril 1976, est un joueur fidjien de rugby à XV évoluant au poste de trois-quarts aile.

## Carrière
- 2000-2006 : US Montauban
- 2006-2007 : FC Grenoble
- 2007-2009 : AS Béziers
- 2009-2012 : Stade olympique millavois rugby Aveyron

## Palmarès

### En équipe des Fidji
- Ilaï Derenalagi a connu une sélection en 2001 contre le XV de France.

### Autres sélections
- International Barbarians : 1 sélection en 2004.

### En club
Avec l'US Montauban
- Championnat de France de deuxième division
  - Champion (2) : 2001‌[2] et 2006